# Fréniches
Fréniches ist eine französische Gemeinde mit 326 Einwohnern (Stand: 1. Januar 2022) im Département Oise in der Region Hauts-de-France (vor 2016 Picardie). Sie gehört zum Kanton Noyon (bis 2015 Guiscard) und zum Gemeindeverband Pays Noyonnais. 

## Geografie
Fréniches liegt im Pays Noyonnais etwa 37 Kilometer nordnordöstlich von Compiègne. Umgeben wird Fréniches von den Nachbargemeinden Libermont im Norden und Westen, Esmery-Hallon im Norden und Nordosten, Guiscard im Osteen und Südosten, Muirancourt im Süden sowie Frétoy-le-Château im Südwesten.

## Bevölkerungsentwicklung
| Jahr                      | 1962 | 1968 | 1975 | 1982 | 1990 | 1999 | 2006 | 2013 |
| ------------------------- | ---- | ---- | ---- | ---- | ---- | ---- | ---- | ---- |
| Einwohner                 | 214  | 223  | 213  | 208  | 220  | 252  | 294  | 357  |
| Quelle: Cassini und INSEE |      |      |      |      |      |      |      |      |

## Sehenswürdigkeiten
- Kirche L'Assomption-de-Notre-Dame (siehe auch: Liste der Monuments historiques in Fréniches)